# Sportåret 1925

## Händelser

### Bandy
- 22 februari - IK Göta blir svenska mästare efter finalvinst över Västerås SK med 7-5 på Stockholms stadion.[1][2]
- 5 april - Svenska Bandyförbundet bildas i Stockholm, med Sune Almkvist som ordförande.[3]
- 26 augusti - I Sverige väljs Svenska Bandyförbundet in i Riksidrottsförbundet.

### Baseboll
- 15 oktober - National League-mästarna Pittsburgh Pirates vinner World Series med 4-3 i matcher över American League-mästarna Washington Senators.[4]

### Cykel
- Ottavio Bottecchia, Italien vinner Tour de France
- Alfredo Binda, Italien vinner Giro d'Italia

### Fotboll
- 25 april - Sheffield United FC vinner FA-cupfinalen mot Cardiff City FC med 1-0 på Wembley Stadium.[5]
- 7 juni: GAIS vinner den första upplagan av Allsvenskan, som dock ännu inte har fått SM-status.
- 14 juni: Fässbergs IF blir 1924 (!) års svenska mästare efter finalseger med 5–0 över IK Sirius. Matchen skulle ha spelats den 16 november 1924, men blev uppskjuten på grund av regn.[6]
- 25 december – Argentina vinner sydamerikanska mästerskapet i Buenos Aires före Brasilien och Paraguay.[7]
- Okänt datum – FC Barcelona vinner Copa del Rey (spanska cupen).
- Okänt datum – St Mirren FC vinner skotska cupen.

#### Ligasegrare / resp lands mästare
- 2 augusti: Brynäs IF blir svenska mästare efter finalseger med 4–2 över BK Derby.[6]
- Okänt datum – Kjøbenhavns Boldklub blir vinner danska mästare.
- Okänt datum – Huddersfield Town FC vinner engelska ligans första division.
- Okänt datum – Rangers FC vinner skotska ligan.
- Okänt datum – 1. FC Nürnberg blir tyska mästare.

### Friidrott
- 14 september - Sveriges kvinnliga idrottsförbund (SKI) grundas, Göteborg, förste ordförande Einar Lilie
- 31 december - Alfredo Gomes vinner Sylvesterloppet i São Paulo.[8]
- Charles Dellor, USA vinner Boston Marathon.[9]

### Handboll
- 3 september - Österrike vinner i Halle an der Saale mot Tyskland med 6-3 vid handbollens första herrlandskamp.[10]

### Ishockey
- 11 januari - Tjeckoslovakien vinner Europamästerskapet i Tjeckoslovakien före Österrike och Schweiz.[11]
- 21 mars - Södertälje SK vinner svenska mästerskapet efter en finalvinst över Västerås SK med 3-2.[12]

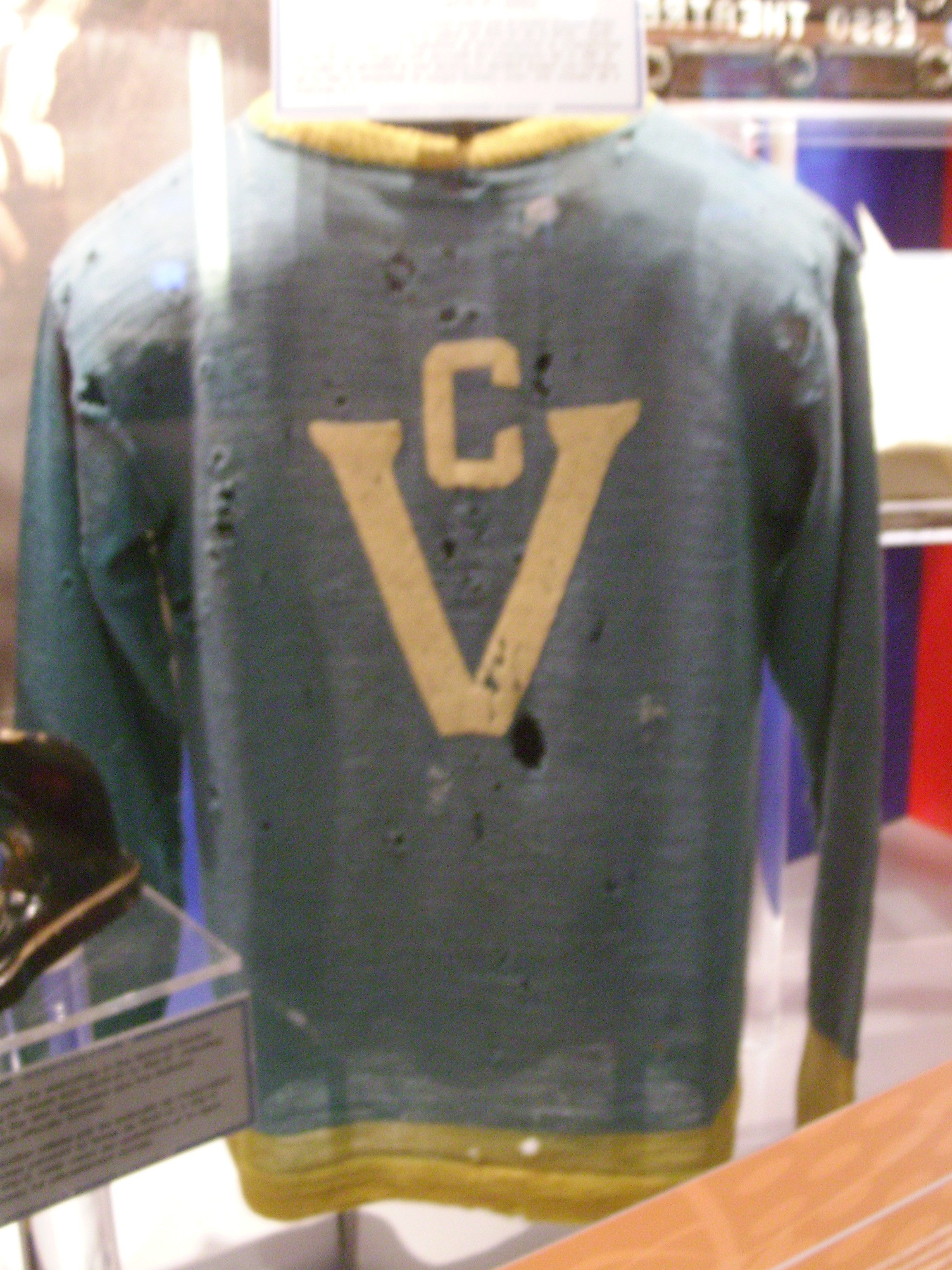
Victoria Cougars matchtröja.

- 30 mars  - Stanley Cup: Victoria Cougars besegrar Montreal Canadiens i finalen.

### Konståkning

#### VM
- Herrar: Willy Böckl, Österrike
- Damer: Herma Szábo, Österrike
- Paråkning: Herma Szábo & Ludwig Wrede, Österrike

#### EM
- Herrar: Willy Böckl, Österrike

### Motorsport
- Den italienska biltillverkaren Alfa Romeo vinner det första världsmästerskapet i Grand Prix-racing.
- Fransmännen Gérard de Courcelles och André Rossignol vinner Le Mans 24-timmars med en Lorraine-Dietrich.

### Skidor, nordiska grenar
- 8 mars - Sven Utterström, Bodens BK vinner Vasaloppet.[13]

#### VM
- - 18 km
- 1 Otakar Německý, Tjeckoslovakien
- 2 František Donth, Tjeckoslovakien
- 3 Josef Erleback, Tjeckoslovakien
  - 50 km
- 1 František Donth, Tjeckoslovakien
- 2 František Häckel, Tjeckoslovakien
- 3 Antonin Ettrich, Tjeckoslovakien
  - Nordisk kombination
- 1 Otakar Německý, Tjeckoslovakien
- 2 Josef Adolf, Tjeckoslovakien
- 3 Xaver Affentranger, Schweiz
  - Backhoppning
- 1 Wilen Dick, Tjeckoslovakien
- 2 Henry Ljungman, Norge
- 3 František Wende, Tjeckoslovakien

#### SM
- 20 km vinns av Ernst Alm, IFK Norsjö. Lagtävlingen vinns av Lycksele IF
- 30 km vinns av Gustaf Jonsson, Lycksele IF. Lagtävlingen vinns av Lycksele IF
- 50 km vinns av Per-Erik Hedlund, Malungs IF. Lagtävlingen vinns av IFK Umeå

### Tennis

#### Herrar
- 13 september - USA vinner International Lawn Tennis Challenge genom att finalbesegra Frankrike med 5-0 i Philadelphia.[14]

##### Tennisens Grand Slam
- Australiska öppna - James Anderson, Australien
- Wimbledon - René Lacoste, Frankrike
- US Open - Bill Tilden, USA

#### Damer

##### Tennisens Grand Slam
- Australiska öppna - Daphne Akhurst, Australien
- Wimbledon - Suzanne Lenglen, Frankrike tar hem sin sjätte seger.
- US Open - Helen Wills Moody, USA

## Rekord

### Friidrott
- 2 maj – Glenn Hartranft, USA förbättrar världsrekordet i diskus till 47,89 m
- 10 maj – Halina Konopacka, Polen förbättrar (inofficiellt) världsrekordet i diskus damer till 31,23 m
- 7 juni - Edvin Wide, Sverige förbättrar världsrekordet på 3 000 m till 8.27,6 min
- 11 juni - Edvin Wide, Sverige förbättrar världsrekordet på 2 000 m till 5.26,0 min
- 13 juni - William de Hart Hubbard, USA förbättrar världsrekordet i längd till 7,89 m
- 21 juni – Halina Konopacka, Polen förbättrar (inofficiellt) världsrekordet i diskus damer till 33,41 m
- 11 juli – Phyllis Green, Storbritannien  förbättrar världsrekordet i höjdhopp damer  till 1,52 m
- 12 juli – Violette Gouraud-Morris, Frankrike förbättrar världsrekordet i kula damer  till 10,60 m
- 12 juli – Tjeckoslovakien sätter världsrekord i stafettlöpning 4 x 75 meter för landslag (med Miloslava Havlíčková, Kamila Olmerová, Mária Vidláková och Zdena Smolová) vid tävlingar i Ljubljana.
- 25 juli – Gladys Lane, Storbritannien, förbättrar världsrekordet på 800 m damer  till 2.24,8 min
- 1 augusti – Edith Trickey, Storbritannien, förbättrar världsrekordet på 800 m damer  till 2.24,0 min
- 2 augusti – IF Linnea (med Helge Adamsson, Gösta Fosselius, Gunnar Fosselius och Edvin Wide) förbättrar världsrekordet i stafett 4 x 1 500 m till 16.37,0 min, Norrköping, Sverige
- 13 augusti - Charles Hoff, Norge förbättrar världsrekordet i stavhopp till 4,23 m
- 30 augusti – Leni Schmidt, Tyskland, förbättrar världsrekordet på 100 m damer  till 12,4 sek
- 13 september – Leni Junker, Tyskland, förbättrar världsrekordet på 100 m damer  till 12,2 sek
- 19 september – Toronto Ladies Club, Kanada förbättrar världsrekordet på 4 x 100 m damer  till 50,2 sek
- 20 september – Gunnar Lindström, Sverige förbättrade världsrekordet i spjut till 67,31 m
- 27 september
  - Charles Hoff, Norge förbättrar världsrekordet i stavhopp till 4,25 m
  - Jonni Myyrä, Finland förbättrade världsrekordet i spjut till 68,55 m
- 4 oktober – Sten Pettersson, Sverige förbättrar världsrekordet på 400 m häck till 53,8 sek
- 11 oktober – Mária Vidláková, Tjeckoslovakien sätter officiellt världsrekord i diskus damer till 31,15 m[15]
- 12 oktober – Albert Michelson, USA, förbättrar världsrekordet på maraton till 2.29.01 tim

## Evenemang
- Världsmästerskapet i konståkning för herrar anordnas i Wien, Österrike.
- Världsmästerskapet i konståkning för damer anordnas i Davos, Schweiz.
- Världsmästerskapet i konståkning i paråkning anordnas i Wien, Österrike
- VM på skidor, nordiska grenar anordnas i Janské Lázně, Tjeckoslovakien.
- Europamästerskapet i konståkning för herrar anordnas i Triberg, Tyskland.

## Födda
- 4 januari - Veikko Hakulinen, finländsk skidåkare, OS-guld 1952 och -56.
- 4 februari - Arne Åhman, svensk friidrottare.
- 12 maj - Yogi Berra, amerikansk basebollspelare.
- 16 maj - Nílton Santos, brasiliansk fotbollsspelare.
- 10 juni - Lennart Bergelin, svensk tennisspelare och tränare.
- 18 juli - Shirley Strickland de la Hunty, Australien, sprinter, erövrade sammanlagt 7 OS-medaljer varav tre guld (1948-56).
- 11 november - Kalle Svensson, svensk fotbollsspelare.

## Bildade föreningar och klubbar
- 6 februari - IK Brage[16]
- 12 Juli - Västerhaninge IF[17]
- 14 september – Sveriges kvinnliga idrottsförbund (SKI) bildas, möte i Göteborg

### Fotnoter
1. ↑  Erik Jonsson (22 februari 1925). ”1920–1929”. Svenska Bandyförbundet. Arkiverad från originalet den 16 februari 2015. https://web.archive.org/web/20150216045601/http://www.svenskbandy.se/BANDYFINALEN/HISTORIK/Svenskamastare/Herrar/1920-1929/. Läst 18 mars 2020.
2. ↑  ”Västerås Sportklubbs SM-finaler i bandy”. VSK Forum. http://www.vskforum.com/vsk.nu/SM-finallag.html. Läst 21 juli 2011.
3. ↑  ”Bandyhistoria 1920–1943”. Svenska Bandyförbundet. Arkiverad från originalet den 4 juni 2015. https://web.archive.org/web/20150604010716/http://www.svenskbandy.se/BANDY-INFO/FORBUNDET/Historikochstatistik/Historiskamilstolpar/Bandyhistoria1920-1943/. Läst 22 augusti 2011.
4. ↑  ”1925 World Series” (på engelska). Baseball-Reference.com. http://www.baseball-reference.com/postseason/1925_WS.shtml. Läst 16 juli 2015.
5. ↑  ”England FA Challenge Cup 1924/1925” (på engelska). RSSSF. http://www.rsssf.com/tablese/engcup1925.html. Läst 19 augusti 2012.
6. 1 2  Jimmy Lindahl (20 maj 2000). ”Svenska mästare i fotboll 1896–1925”. Bolletinen. http://www.bolletinen.se/sfs/allsvenskan/sm1896.pdf. Läst 10 oktober 2011.
7. ↑  ”South American Championship 1925” (på engelska). RSSSF. http://www.rsssf.com/tables/25safull.html. Läst 16 augusti 2011.
8. ↑  ”1920” (på portugisiska). Sylvesterloppet. Arkiverad från originalet den 1 mars 2014. https://web.archive.org/web/20140301033657/http://www.saosilvestre.com.br/1920. Läst 19 augusti 2012.
9. ↑  ”Boston Marathon”. Arkiverad från originalet den 27 april 2015. https://web.archive.org/web/20150427035419/http://www.baa.org/races/boston-marathon/boston-marathon-history/past-champions/past-mens-open-champions.aspx. Läst 9 april 2011.
10. ↑  ”Vermarktung des Spitzenhandballs in Deutschland”. Arkiverad från originalet den 17 mars 2010. https://web.archive.org/web/20100317164038/http://hceinheit.de/verein/historie.html. Läst 22 augusti 2011.
11. ↑  ”Championnats d'Europe 1925” (på franska). Hockey Archives. 11 januari 1925. https://www.hockeyarchives.info/Euro1925.htm. Läst 15 augusti 2011.
12. ↑  ”Championnat de Suède 1924/25” (på franska). Hockey Archives. 21 mars 1925. https://www.hockeyarchives.info/Suede1925.htm. Läst 15 augusti 2011.
13. ↑  ”Historiska segrare”. Vasaloppet. Arkiverad från originalet den 22 mars 2020. https://web.archive.org/web/20200322121012/https://www.vasaloppet.se/wp-content/uploads/sites/1/2019/09/historiska_segrare_vasaloppet_sve_2019-09-18.pdf. Läst 5 september 2011.
14. ↑  ”Davis Cup”. http://www.daviscup.com/en/results/tie/details.aspx?tieId=10003584. Läst 20 augusti 2011.
15. ↑   Statistics Handbook, s 303 IAAF, Berlin 2009 (läst 8 augusti 2015)
16. ↑  Martin Alsiö (20 maj 2004). ”De allsvenska klubbarnas födelsedagar”. Bolletinen. http://www.bolletinen.se/sfs/allsvenskan/grundades.pdf. Läst 18 februari 2015.
17. ↑  ”Lite om idrotten i Västerhaninge, förr! – haninge.org”. www.haninge.org. https://www.haninge.org/2015/10/07/lite-om-idrotten-i-vasterhaninge-forr/. Läst 8 januari 2024.